# エディ・フロイド
エディ・フロイド（Eddie Floyd、1937年6月25日 - ）は、アメリカ合衆国南部、アラバマ州モンゴメリー出身のソウル歌手である。

## 経歴
アラバマ生まれだが、ほどなく北部デトロイトに移転し、十代のころからファルコンズを結成して活動した。当時のレパートリーには「ユア・ソー・ファイン」が含まれ、後にウィルソン・ピケットがリードシンガーとしてグループに加入したときには「アイ・ファインド・ア・ラブ」が含まれた。その後、ピケットがソロのキャリアを開始し、ファルコンズは解散した。
フロイドは1965年に、メンフィスを拠点とするスタックス・レコードと、ソングライターとして契約を結んだ。彼は、カーラ・トーマスが録音したヒット曲「コンフォート・ミー」を作曲した。その後、スタックスのギタリストであるスティーヴ・クロッパーとチームを組み、ウィルソン・ピケットの曲を書いた。アトランティック・レコードはスタックスのレコードを配給し、ジェリー・ウェクスラーはニューヨークからピケットをブッカー・T&ザ・MG'sと共演させるするために、メンフィスに連れてきた。ピケット・セッションは成功し、フロイドと共作した「99 and Half (Won't Do)」や「634-5789 (Soulsville、USA)」など、いくつかの全米ポップ・ヒットとR&Bヒットを生み出した。さらにフロイド自身も1966年には「ノック・オン・ウッド」のヒットを放った。

## ディスコグラフィ

### リーダー・アルバム
- 『ノック・オン・ウッド』 - Knock on Wood (1967年、Stax)
- Looking Back (1968年、Ember) ※コンピレーション
- 『アイヴ・ネヴァー・ファウンド・ア・ガール』 - I've Never Found a Girl (1969年、Stax)
- 『レア・スタンプス』 - Rare Stamps (1969年、Stax)
- You've Got to Have Eddie (1969年、Stax)
- California Girl (1970年、Stax)
- Down to Earth (1971年、Stax)
- Baby Lay Your Head Down (1973年、Stax)
- Soul Street (1974年、Stax)
- 『エクスペリエンス』 - Experience (1978年、Malaco)
- Flashback (1988年、Ichiban)
- 『レッド・ホワイト&ブルース』 - Red, White & Blues (1992年、Turnstyle) ※ブルース・ブラザーズ・バンドにボーカルで参加
- 『ガッタ・メイク・ア・カムバック』 - Gotta Make a Comeback (1999年、Plane)
- To the Bone – (2002年、Rock House)
- 『エディ・ラヴズ・ユー・ソー』 - Eddie Loves You So (2008年、Stax)
- At Christmas Time (2012年、Stax)
- Down by the Sea (2013年、Stax)